# Piazza Mickiewicz
Piazza Mickiewicz (in ucraino Площа Міцкевича?, Plošča Mickevyča; in russo Площадь Мицкевича?, Ploščad' Mickeviča) si trova nella parte meridionale del centro storico di Leopoli, la parte più vecchia della città nella omonima oblast' dell'Ucraina.

## Origine del nome

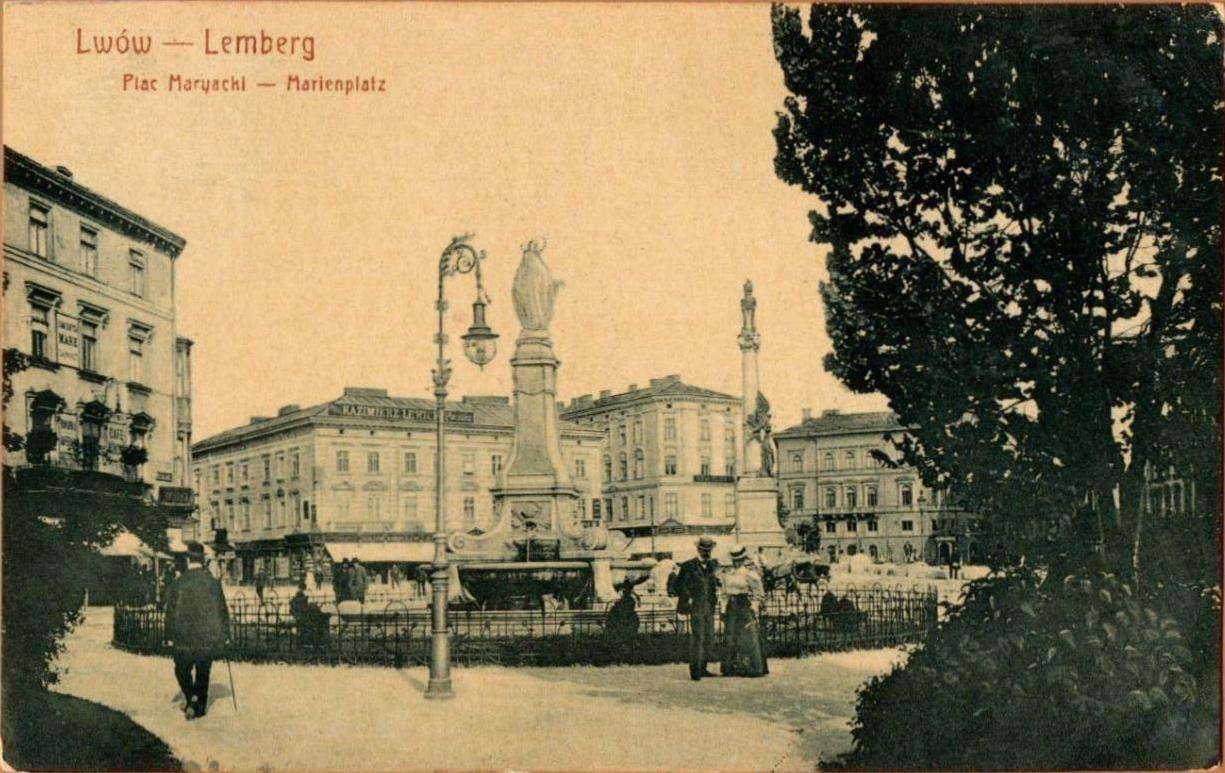
La piazza in una cartolina del 1907 che riporta i nomi di Piazza Santa Maria e Piazza Mickiewicz

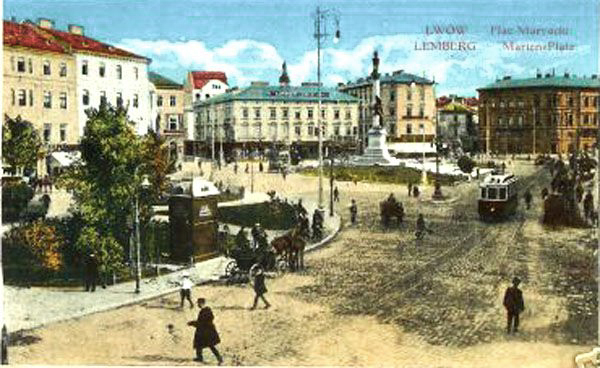
Piazza Mickiewicz in una cartolina del 1915 che riporta il nome di Piazza Santa Maria

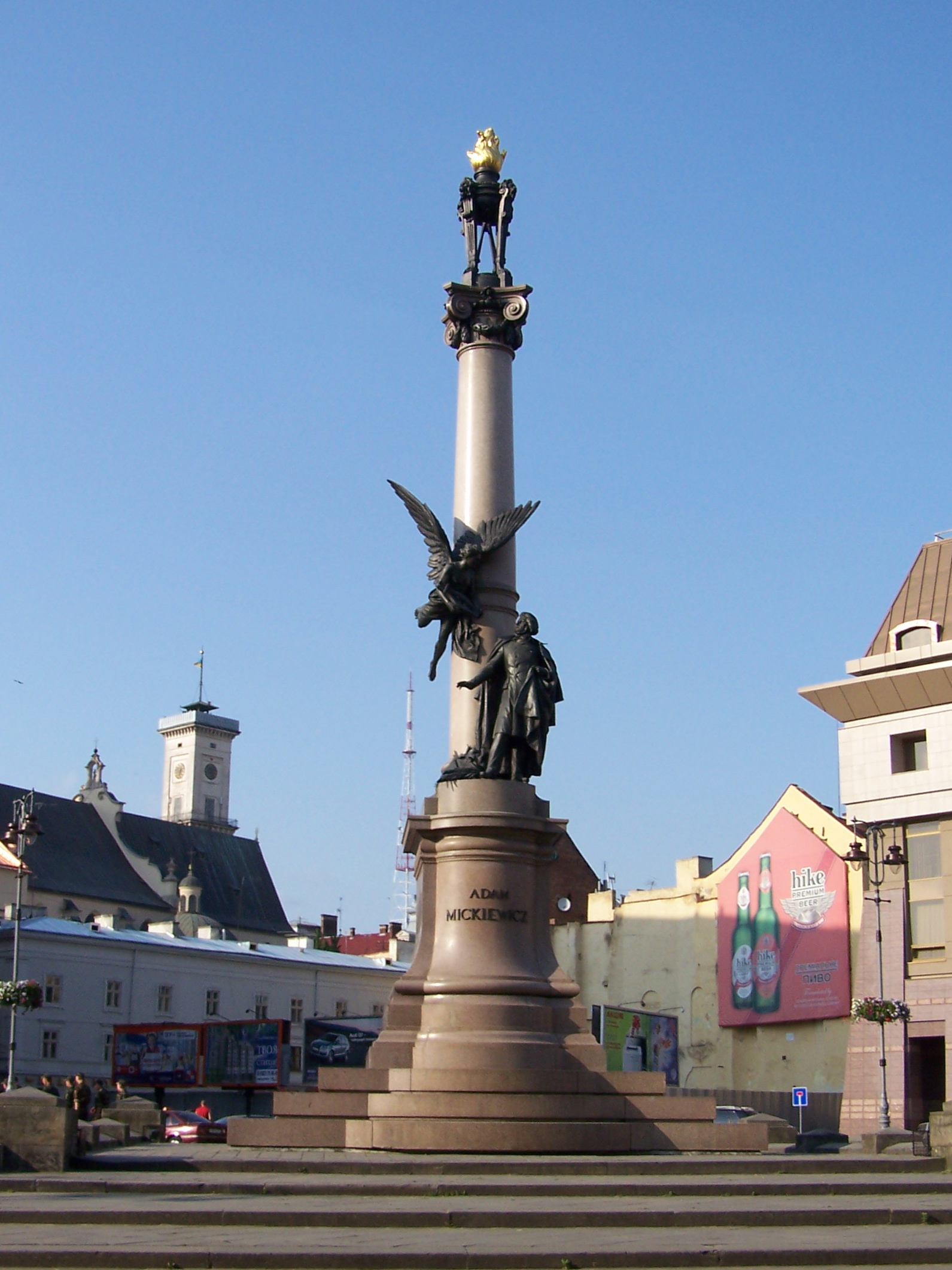
Colonna col monumento ad Adam Mickiewicz

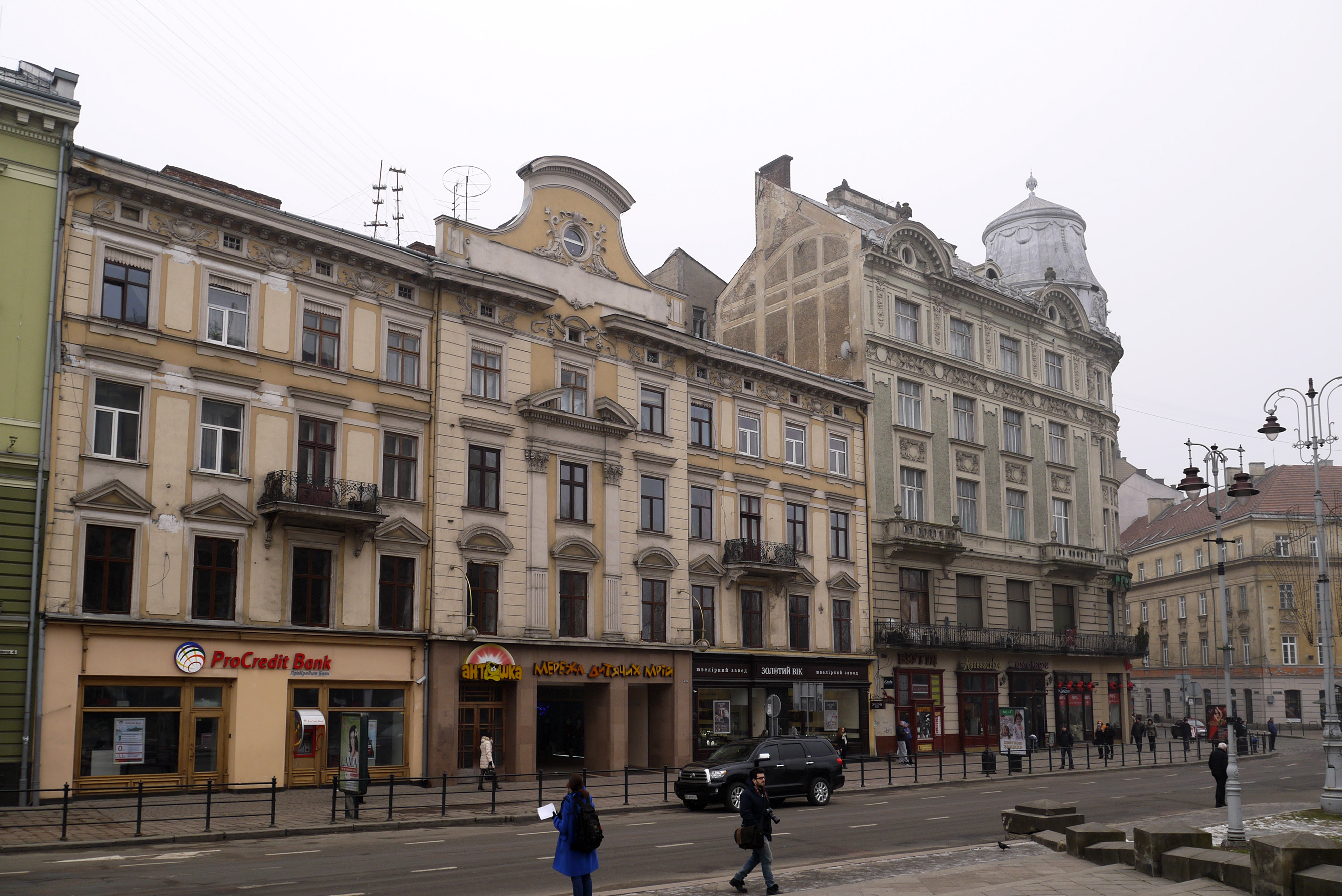
Palazzi storici sulla piazza

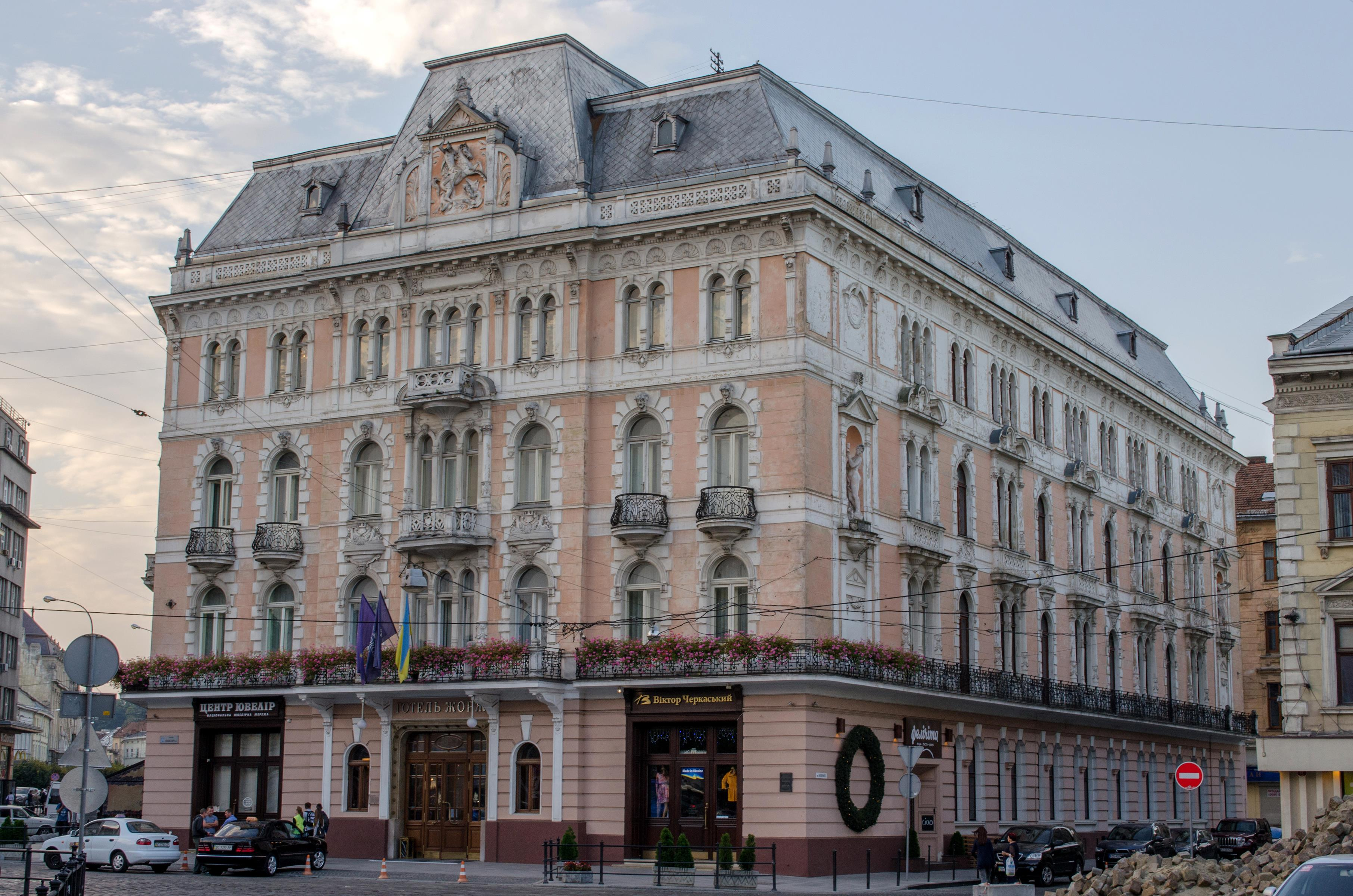
Hotel George

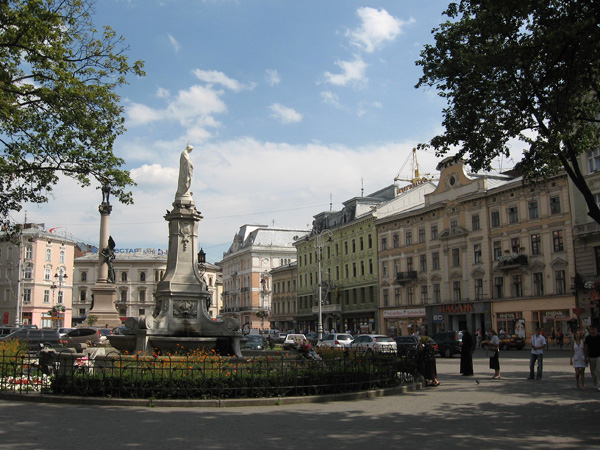
Monumento alla Vergine Maria

All'inizio ebbe il nome di piazza Ferdinand in onore del governatore austriaco del Regno di Galizia e Lodomiria Ferdinando Carlo Giuseppe d'Austria-Este. Nel 1862 fu ribattezzata piazza Santa Maria e dal XX secolo venne rinominata col nome recente in onore del poeta polacco Adam Mickiewicz.

## Storia
Nel periodo medievale il corso della Poltva in corrispondenza del sito formava un'isoletta sulla quale era stata eretta una cappella dedicata alla Madre di Dio. Al tempo della Confederazione polacco-lituana, nel XVII secolo, lo spazio era occupato da edifici fortificati e vi era un'intensa vita commerciale. La piazza moderna prese forma a partire dalla metà del XIX secolo con Ferdinando Carlo Giuseppe d'Austria-Este e nel 1861 fu innalzata la statua raffigurante la Vergine Maria. Alla fine del secolo si iniziò a costruire il monumento ad Adam Mickiewicz su progetto dello scultore polacco Antoni Popiel e dal 1904 prese il nome di piazza Mickiewicz. Nel corso degli anni vari edifici storici sono stati abbattuti e al loro posto, con le modifiche urbanistiche, ne sono stati costruiti altri.

## Descrizione
Piazza Mickiewicz si sviluppa su un'area a forma triangolare ed è collegata al viale Libertà, al viale Ševčenko, alla via del Teatro e ad altre importanti arterie cittadine.

## Luoghi d'interesse
- Monumento ad Adam Mickiewicz.
- Monumento alla Vergine Maria.
- Hotel George, costruito nel 1899 - 1900 e inaugurato nel 1901. È stato progettato dallo studio di architettura Fellner & Helmer.[4]